# Ja, ty, oni
Ja, ty, oni (port. Eu Tu Eles) – brazylijska komedia romantyczna z 2000 roku w reżyserii Andruchy Waddingtona. 
Wyprodukowany przez wytwórnię Columbia Pictures film został oparty na faktach. Główne role w filmach zagrali Regina Casé oraz Lima Duarte. Premiera filmu miała miejsce 16 maja 2000 w Brazylii.

## Fabuła
Darlene Linhares (Regina Casé) uchodzi za kobietę o wielkim sercu. Jest ona związana z trzema mężczyznami, a każdy zaspokaja jej inne potrzeby. Hodowca kóz Osias (Lima Duarte) zapewnia jej utrzymanie, czuły Zezinho (Stênio Garcia) pełni obowiązki gospodyni domowej, zaś młody Ciro (Luiz Carlos Vasconcelos) jest idealnym kochankiem. Wszyscy razem mieszkają. Na dodatek z każdym z nich Darlene doczekała się potomstwa.

## Obsada
Źródło: Filmweb
- Regina Casé jako Darlene
- Lima Duarte jako Osias
- Nilda Spencer jako Raquel
- Diogo Lopes jako pasterz
- Helena Araújo jako matka Darlene
- Iami Rebouças jako młoda kobieta
- Lucien Paulo jako naczelnik
- Borges Cunha jako urzędnik
- Luiz Carlos Vasconcelos jako Ciro
- Stênio Garcia jako Zezinho

## Nagrody i wyróżnienia
- 53. MFF w Cannes – Wyróżnienie Specjalne w ramach sekcji "Un Certain Regard"[4]
- MFF w Karlowych Warach – Kryształowy Globus i nagroda dla najlepszej aktorki (Regina Casé)[5]